# Cocoon Crash
Cocoon Crash är K's Choice tredje studioalbum utgivet 1998.
Sedan utgivningen har albumet sålt i över 1,000,000 kopior. Albumet var producerat av Gil Norton (Pixies, Counting Crows, Feeder).

## Låtlista
1. "Believe"
2. "In Your Room"
3. "Everything for Free"
4. "Now is Mine"
5. "Butterflies Instead"
6. "If You're Not Scared"
7. "20,000 Seconds"
8. "Too Many Happy Faces"
9. "Cocoon Crash"
10. "Hide"
11. "Freestyle"
12. "Quiet Little Place"
13. "God in My Bed"
14. "Winners"

Alla låtar skrivna av Sarah och Gert Bettens.